# 广东电视中心
广东电视中心（英語：Guangdong Television Center），又称“广东广播电视台环市东大院”，位于中国广东省广州市越秀区华乐街道环市东路331号（毗邻广东国际大厦），占地面积约5万平方米，是广东广播电视台、广东省广播电视局的总部所在地，由主楼、录制楼、二期大楼、1600演播厅、教育中心等组成。

## 历史

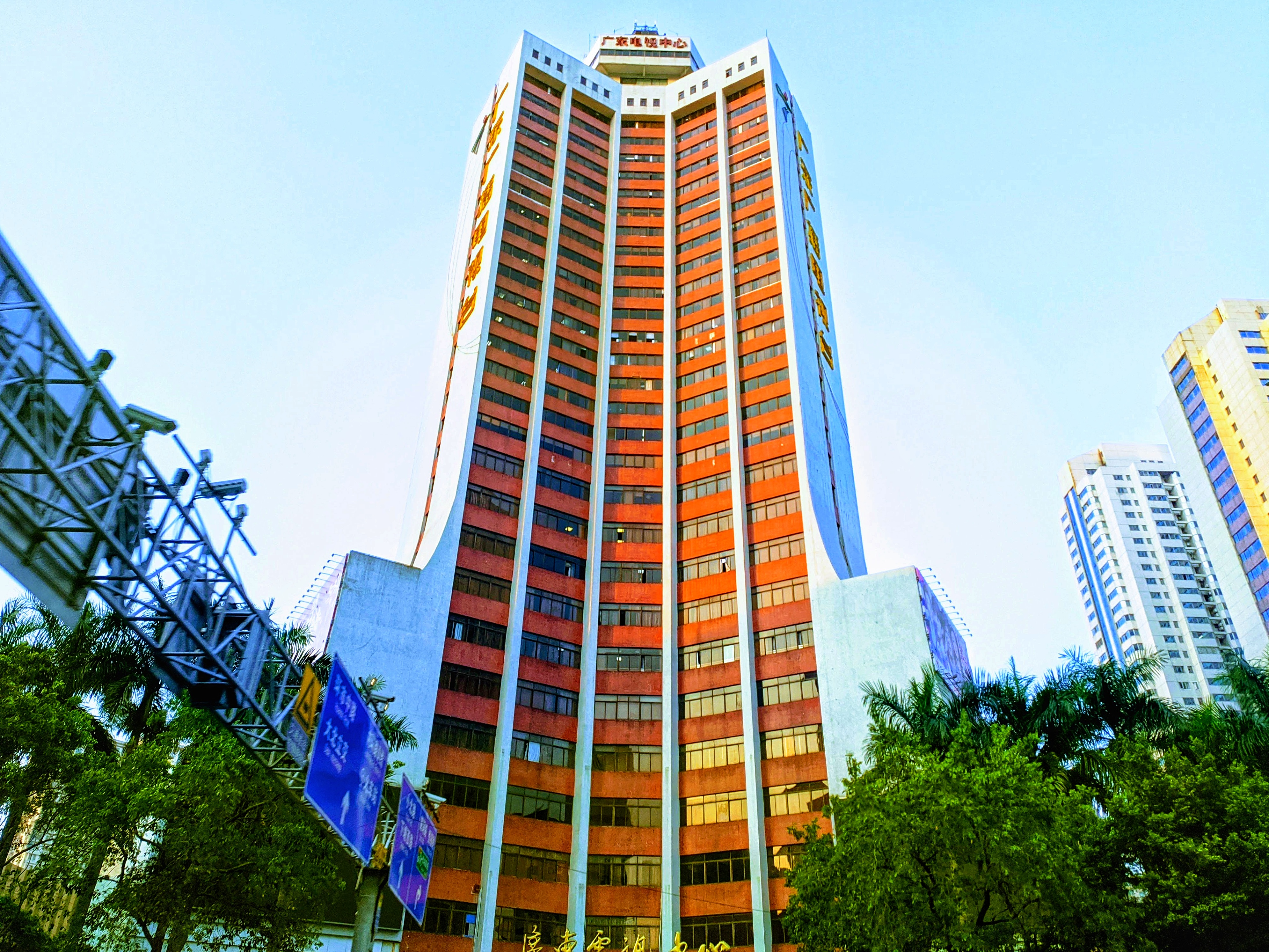
广东电视中心一期主楼

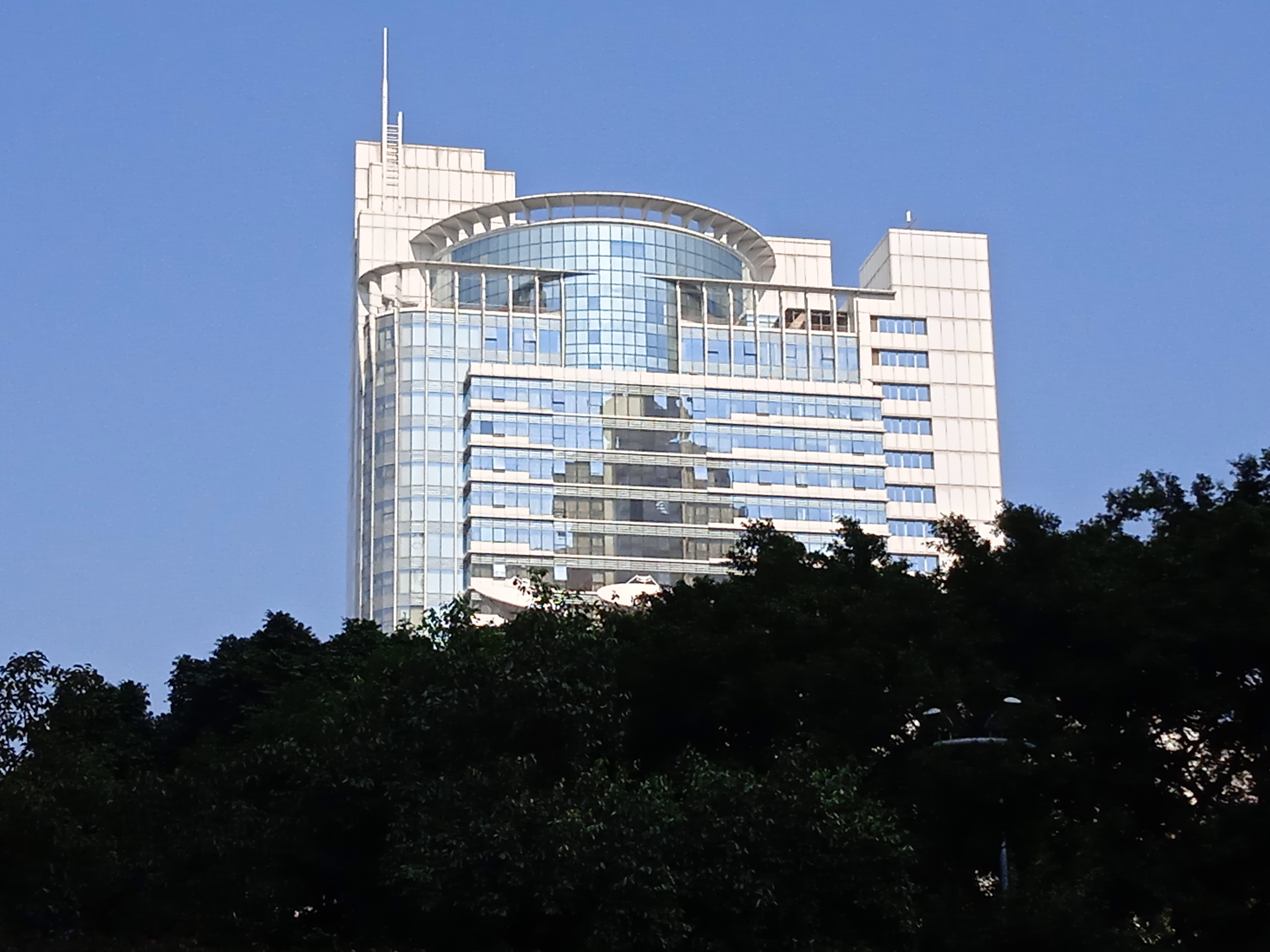
广东电视中心二期

作为广东电视台的新台址，广东电视中心于1984年5月由国家计委批准建设。1984年11月，广东省广播电视厅与广东国际信托投资公司签订合作协议，由广东国际信托提供900万美元和400万人民币用于兴建广东电视中心，广东省广播电视厅则给予对方1.95万平方米地皮使用权。1985年12月26日，广东电视中心举行奠基典礼，工程总体布局包括广东省广播电视厅各部办公室、广东省广播电视技术中心办公室、电视大楼、节目录制大楼、能量总站及技术车库、生活用房等附属设施，投资近人民幣1.29亿元，总建筑面积近8万平方米。一期工程于1988年2月10日举行主楼封顶仪式，1991年2月竣工并交付使用，主楼呈三叉型，楼高33层，高度154米，是当时广州市最高的单体建筑之一，辅楼为一栋7层的录制大楼。广东电视台自1990年迁入，并由1990年春节晚会开始以新台址设备试播。
2000年代初期，为解决新成立的南方电视台及南方广播影视传媒集团的用地需要，由广东省广播电视局自筹资金人民幣2.36亿元，在一期西北面1.3万平方米的空地建设广东电视中心二期工程，主楼建筑高度为99.8米，地下3层，地上26层，总建筑面积7.2万平方米，集节目交流展厅、后期制作机房、演播室、制景车间、办公室等多种功能于一体，于2003年12月30日奠基，并于2006年11月完工及投入使用。

## 大楼布局

### 一期大楼
- -1F 磁带库
- 1F 广告管理中心、磁带库、电视融媒中心、广东南方国际传媒广告有限公司
- 2F 电视制作部 演播室
- 3F 电视播出中心
- 4F 电视融媒中心、数字频道管理部、演播室
- 5F 演播室、编辑区
- 6F 编辑区
- 7F 演播室、包装工作室、虚拟制作工作室
- 8F 4K后期制作区
- 9F 录音室、配乐室和珠江经济台（珠江经济广播频率）
- 10F 4K审片室、三维声混音室、广东民生频道
- 11F 编辑区、配音室、广东体育频道
- 12F 广东珠江频道
- 13F 广东网络广播电视台
- 14F 避难层
- 15F 广东新闻频道
- 16F 广东卫视
- 17F 广东卫视
- 18F 广东卫视
- 19F 广东影视频道、对外传播中心（广东国际频道）
- 20F 对外传播中心（广东国际频道）
- 21F 广东民生频道
- 22F 广东少儿频道（嘉佳少儿频道）、广东民生频道、任永全工作室
- 23F 嘉佳卡通卫视（嘉佳少儿频道）、北京节目制作中心
- 24F 大湾区卫视
- 25F 广东体育频道、大湾区卫视
- 26F 广东体育频道
- 27F 广东广播电视台4K超高清频道
- 28F 广东珠江频道
- 29F 广东珠江频道
- 30F 岭南戏曲频道、广东南方粤语传媒有限公司

### 一期录制楼
- 1F 大型演播室、电视制作部、外录设备室、109多功能室
- 2F 电视制作部、导控室、音控室
- 3F 电视制作部、综合服务中心、广东南方领航影视传播有限公司
- 4F 广东广播电视台经济科教频道、技术中心、广东南方之星影视节目有限公司、广东金视资产经营管理有限公司
- 5F 广东卫视、广东广播电视台经济科教频道、广东广视传媒有限公司、广东南方领航影视传播有限公司、技术中心、发展中心
- 6F 电视制作部、编辑区、小型演播室、广东有线广播电视网络有限公司
- N6F 技术中心
- 7F 电视制作部、小型演播室、综合服务中心、媒资和版权管理中心、广东有线广播电视网络有限公司
- 8F 综合服务中心、广东金视文化生活服务有限公司

### 二期大楼
- -3F--1F 车库、设备用房
- 1F 大堂、管理中心
- 2F-5F 展示大厅、办公用房、触电传媒（2楼）
- 5F 电视融媒中心
- 6F 演播厅、编辑室、高清/超高清播控中心
- 7-25F 专业用房（化妆室、灯光室、网络室、磁带库、机房等）
- 26F 会议厅
- 27F-28F 电视设备层

### 車庫樓
- 1F-4F 廣東廣播電視台教育中心（環市東校區）